# Stiphrolamyra diaxantha
Stiphrolamyra diaxantha là một loài ruồi trong họ Asilidae. Stiphrolamyra diaxantha được Hermann miêu tả năm 1907. Loài này phân bố ở vùng nhiệt đới châu Phi.